# Città che legge
Città che legge è la qualifica che viene riconosciuta, dal "Centro per il libro e la lettura" e dall'"Associazione Nazionale Comuni Italiani", ad alcune città italiane impegnate che attuano, sul proprio territorio, politiche pubbliche di promozione della lettura, come valore riconosciuto e condiviso.

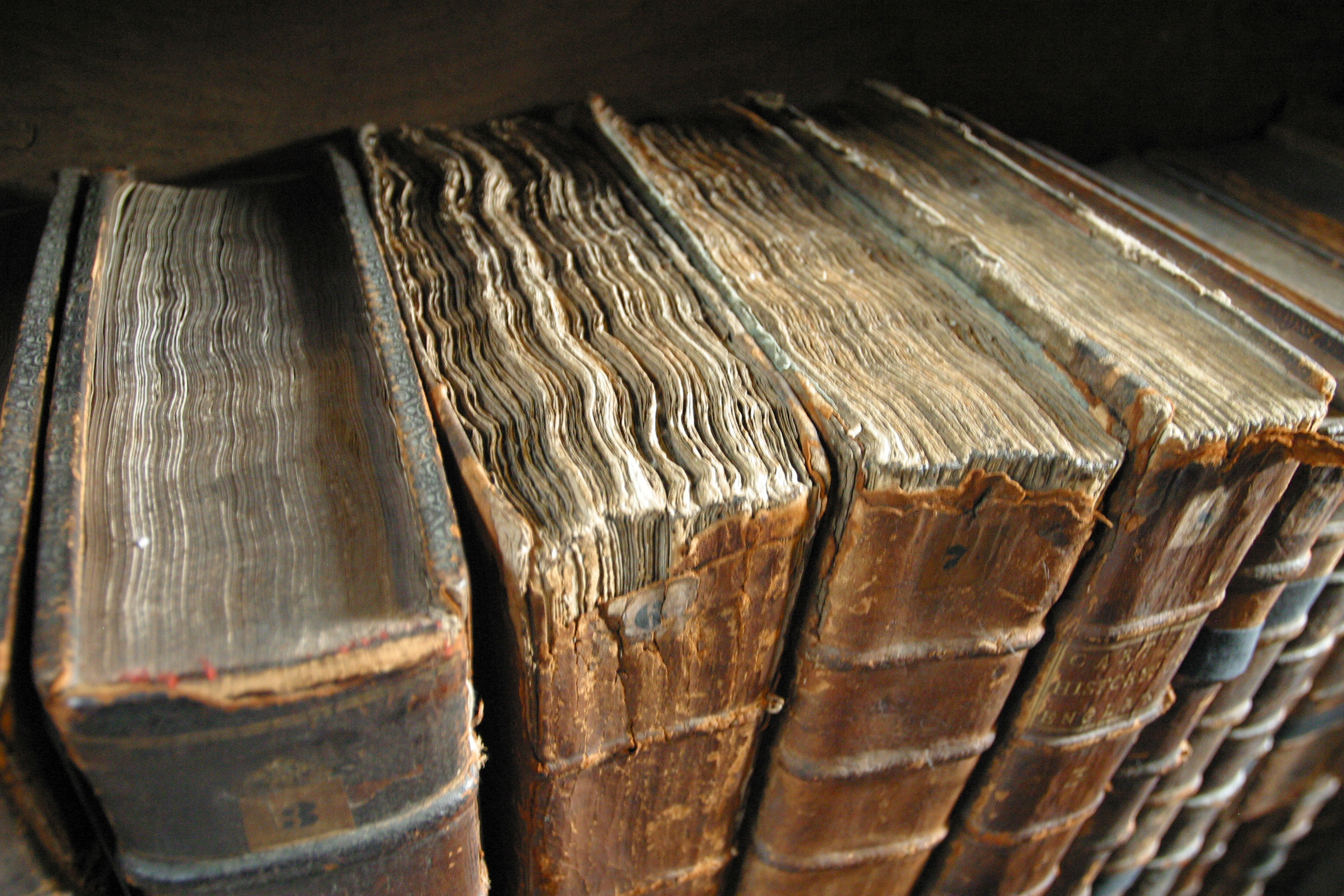
Antichi libri rilegati ed usurati nella biblioteca del Merton College a Oxford.

Una "Città che legge" garantisce ai suoi abitanti l'accesso ai libri e alla lettura, attraverso biblioteche e librerie, ospita rassegne o fiere e partecipa a iniziative di promozione della lettura tra diverse istituzioni.

## Città riconosciute 2018-2019
Elenco "Città che legge" 2018-2019.
Suddivisione dei Comuni qualificati:
- Comuni fino a 5.000 abitanti;
- Comuni da 5.001 a 15.000 abitanti;
- Comuni da 15.001 ai 50.000 abitanti;
- Comuni da 50.001 ai 100.000 abitanti;
- Comuni superiori ai 100.001 abitanti.

## Città riconosciute 2020-2021
Elenco "Città che legge" 2020-2021.

## Città riconosciute 2022-2023
Elenco "Città che legge" 2022-2023.

## Città riconosciute 2024-2025-2026
Elenco "Città che legge" 2024-2025-2026.